# 2017~2018년 남태평양 사이클론
2017~2018년 남태평양 사이클론 (2017~2018 South Pacific cyclone season)은 남태평양에서 2017년 12월부터 2018년 4월까지 활동한 사이클론들의 활동에 대해 기록한 문서이다.

## 활동한 사이클론

### 기타
아열대폭풍 렉시 (비공식 이름), 열대요란 02F

## 같이 보기
- 2017~2018년 남서인도양 사이클론
- 2017~2018년 오스트레일리아 근해 사이클론